# Spermophilus relictus
Spermophilus relictus — гризун з родини Вивіркові (Sciuridae), один з представників роду Spermophilus.

## Опис
Це ховрах середньої величини (20–27,5 см) з порівняно довгим хвостом (5–8 см). Зовні нагадує сірого і даурського ховрахів. Спина у нього вохристо-бура, з помітними, хоча й нечіткими брижами. Черево й боки сірувато-вохристі.

## Середовище проживання
Країни поширення: Казахстан, Киргизстан, Узбекистан. Знайдений від 500 до 3200 м. Мешканець гірського і частково передгірського степу (від сухих полиново-типчакового до злаково-різнотравного альпійського). Уникає вологих луків і сільськогосподарських полів.

## Спосіб життя
Влітку денна діяльність дуже добре виражена. У спекотні дні, а також в ніч виходи нори закриваються ґрунтом. Зимова сплячка закінчується з кінця лютого (Іссик-Кульська улоговина) до першої декади травня (Чаткальське нагір'я). Молодь з'являється з середини травня (низовини) на другої декади червня. У похмурі і вітряні дні активність знижується. Нори прості, більшість з них з одним проходом і одного гнізда. Гнізда зимівлі знаходяться на 1–1,5 м під землею, влітку гніздиться не глибше 1 м. Іноді використовує нори полівок і бабаків. Харчуються в основному підземними частинами рослин, навесні споживає зелені частини рослин і квіти. Щоб дістатися до квітів карагани залазить на дерево. У деяких районах (Чаткальского хребта) комахи складали до 90% вмісту шлунка. Не робить запасів. 
Період відтворення тривалий, його початок дуже сильно залежить від весняної погоди. Вагітність триває 25–28 днів. Середній розмір виводку залежить від висоти, від 6 на 750–800 м, до 3–4 вище 2000 м. Розселення молодняку починається з середини травня і до середини червня.

## Загрози та охорона
Немає серйозних загроз виду. Знайдений у деяких охоронних територіях у Казахстані, Киргизстані (Сари-Челецький державний заповідник) і Узбекистані (Гісарський державний заповідник).